# Primera División de Costa Rica 1998/99
Die Saison 1998/99 war die 80. Auflage der Primera División de Costa Rica, der höchsten costa-ricanischen Fußballliga. Die Meisterschaft wurde im Apertura-Clausura-Modus gespielt.
Saprissa gewann den 22. Meistertitel in der Vereinsgeschichte.

## Austragungsmodus
- Die Gewinner der Apertura und der Clausura wurden jeweils in einer Einfachrunde (Hin- und Rückspiele) im Modus Jeder gegen Jeden ermittelt.
- Anschließend spielten die Gewinner von Apertura und Clausura den Meister aus.
- Es wurde eine Gesamttabelle erstellt, um den Absteiger zu ermitteln.

## Endstand

### Apertura
| Pl.             | Verein                     | Sp. | S  | U  | N  | Tore  | Diff. | Punkte |
| --------------- | -------------------------- | --- | -- | -- | -- | ----- | ----- | ------ |
| 01              | CD Saprissa (M)            | 22  | 15 | 6  | 1  | 58:22 | 36    | 51     |
| 02              | LD Alajuelense             | 22  | 16 | 2  | 4  | 54:22 | 32    | 50     |
| 03              | CS Herediano               | 22  | 10 | 8  | 4  | 29:20 | 9     | 38     |
| 04              | AD Santa Bárbara           | 22  | 8  | 8  | 6  | 42:32 | 10    | 32     |
| 05              | AD Municipal Pérez Zeledón | 22  | 6  | 10 | 6  | 25:28 | −3    | 28     |
| 06              | CS Cartaginés              | 22  | 6  | 9  | 7  | 34:32 | 2     | 27     |
| 07              | AD Municipal Puntarenas    | 22  | 6  | 6  | 10 | 31:37 | −6    | 24     |
| 08              | AD Limonense (N)           | 22  | 5  | 9  | 8  | 35:45 | −10   | 24     |
| 09              | AD Goicoechea              | 22  | 5  | 6  | 11 | 29:46 | −17   | 21     |
| 10              | AD Carmelita               | 22  | 4  | 8  | 10 | 26:41 | −15   | 20     |
| 11              | AD San Carlos              | 22  | 4  | 8  | 10 | 27:43 | −16   | 20     |
| 12              | AD Ramonense               | 22  | 4  | 6  | 12 | 22:44 | −22   | 18     |
| Stand: Endstand |                            |     |    |    |    |       |       |        |

### Clausura
| Pl.             | Verein                     | Sp. | S  | U  | N  | Tore  | Diff. | Punkte |
| --------------- | -------------------------- | --- | -- | -- | -- | ----- | ----- | ------ |
| 01              | CD Saprissa (M)            | 22  | 14 | 6  | 2  | 50:15 | 35    | 48     |
| 02              | CS Herediano               | 22  | 13 | 6  | 3  | 50:26 | 24    | 45     |
| 03              | LD Alajuelense             | 22  | 9  | 11 | 2  | 40:18 | 22    | 38     |
| 04              | AD Municipal Puntarenas    | 22  | 10 | 5  | 7  | 29:33 | −4    | 35     |
| 05              | CS Cartaginés              | 22  | 9  | 7  | 6  | 26:30 | −4    | 34     |
| 06              | AD Santa Bárbara           | 22  | 7  | 7  | 8  | 32:30 | 2     | 38     |
| 07              | AD Municipal Pérez Zeledón | 22  | 6  | 9  | 7  | 22:30 | −8    | 27     |
| 08              | AD Carmelita               | 22  | 7  | 4  | 11 | 27:32 | −5    | 25     |
| 09              | AD Limonense (N)           | 22  | 6  | 3  | 13 | 27:39 | −12   | 21     |
| 10              | AD Ramonense               | 22  | 4  | 7  | 11 | 19:34 | −15   | 19     |
| 11              | AD San Carlos              | 22  | 4  | 7  | 11 | 25:44 | −19   | 19     |
| 12              | AD Goicoechea              | 22  | 3  | 8  | 11 | 16:32 | −16   | 17     |
| Stand: Endstand |                            |     |    |    |    |       |       |        |

### Meisterschaftsfinale
| Sieger Apertura | Gesamt | Sieger Clausura | Hinspiel | Rückspiel |
| --------------- | ------ | --------------- | -------- | --------- |
| CD Saprissa     | *      | CD Saprissa     |          |           |

| * | kein Spiel, da Saprissa beide Runden gewonnen hat |

### Gesamttabelle
| Pl.             | Verein                     | Sp. | S  | U  | N  | Tore   | Diff. | Punkte |
| --------------- | -------------------------- | --- | -- | -- | -- | ------ | ----- | ------ |
| 01              | CD Saprissa (M)            | 44  | 29 | 12 | 3  | 108:37 | 71    | 99     |
| 02              | LD Alajuelense             | 44  | 25 | 13 | 6  | 94:40  | 54    | 88     |
| 03              | CS Herediano               | 44  | 23 | 14 | 7  | 79:46  | 33    | 83     |
| 04              | CS Cartaginés              | 44  | 15 | 16 | 13 | 60:62  | −2    | 61     |
| 05              | AD Santa Bárbara           | 44  | 15 | 15 | 14 | 74:62  | 12    | 60     |
| 06              | AD Municipal Puntarenas    | 44  | 16 | 11 | 17 | 60:70  | −10   | 59     |
| 07              | AD Municipal Pérez Zeledón | 44  | 12 | 19 | 13 | 47:58  | −11   | 55     |
| 08              | AD Carmelita               | 44  | 11 | 12 | 21 | 53:73  | −20   | 45     |
| 09              | AD Limonense (N)           | 44  | 11 | 12 | 21 | 62:84  | −22   | 45     |
| 10              | AD San Carlos              | 44  | 8  | 15 | 22 | 52:87  | −35   | 39     |
| 11              | AD Goicoechea              | 44  | 8  | 14 | 22 | 45:78  | −33   | 38     |
| 12              | AD Ramonense               | 44  | 8  | 13 | 23 | 41:78  | −37   | 37     |
| Stand: Endstand |                            |     |    |    |    |        |       |        |